# Hiperkalijemija
Hiperkalemija je poremećaj elektrolita kojeg karakterizira povećana koncentracije kalija u krvi čovjeka iznad 5.5 mmol/L.
Normalne vrijednosti koncentracije kalija u serumu odraslih su između 3.9 i 5.1 mmol/L, odnosno u plazmi 3.5 i 4.5 mmol/L. Naveći udio kalija (95%) nalazi se unutar stanica, dok je manji dio u izvanstaničnoj tekućini.

## Uzroci
Hiperkalemiju mogu uzrokovati različiti poremećaji i patološka stanja kao što su npr.:
- zatajenje bubrega
- bolesti koje uzrokuju insuficijenciju nadbubrežne žlijezde (npr. Addisonova bolest)
- pojačano otpuštanje iz stanica (npr. kao posljedica rabdomiolize ili hemolize)
- različiti lijekovi (npr. ACE inhibitori, nesteroidni protuupalni lijekovi, diuretici koji štede kalij)
- pojačan unos kalija (npr. infuzija KCl)

## Simptomi
Simptomi se javljaju obično kada koncentracija kalija dostigne 7 mmol/L, a mogu biti parestezije, pareze, bradikardija, promjene u EKGu.